# Terrasse (Architektur)

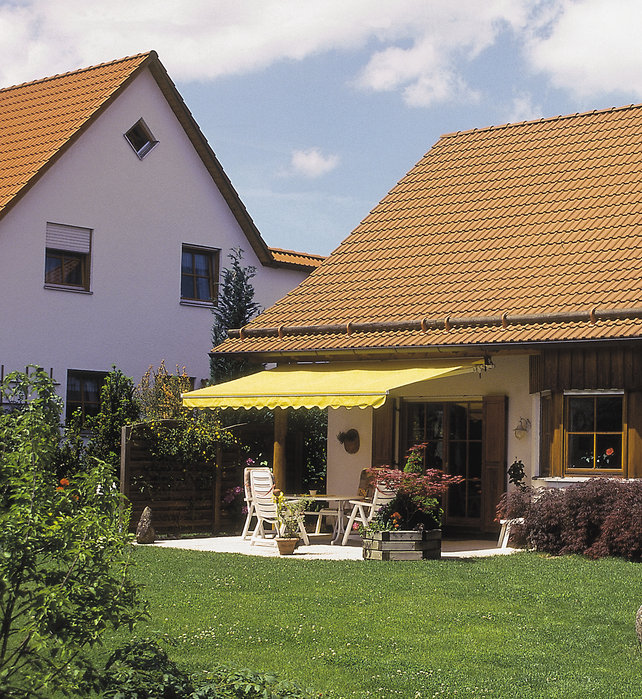
Ebenerdige Terrasse (Beispiel aus Deutschland)

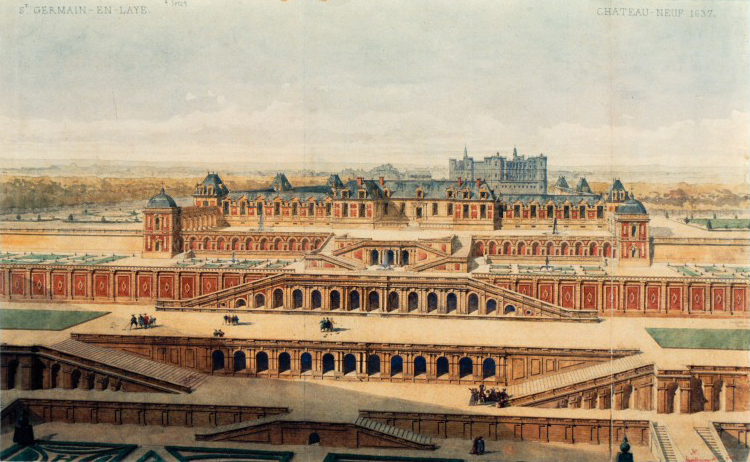
Terrassen am Schloss Saint-Germain-en-Laye (Frankreich)

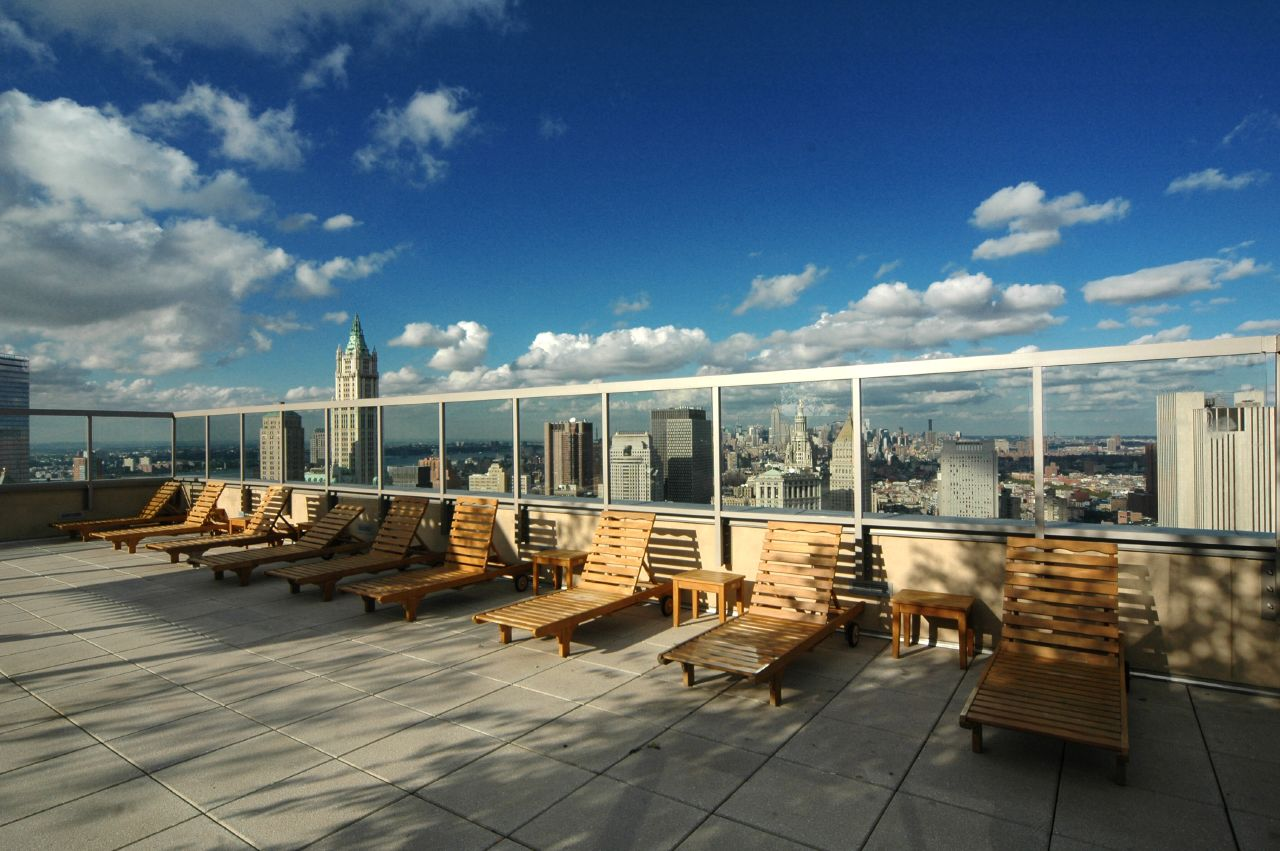
Dachterrasse in New York City

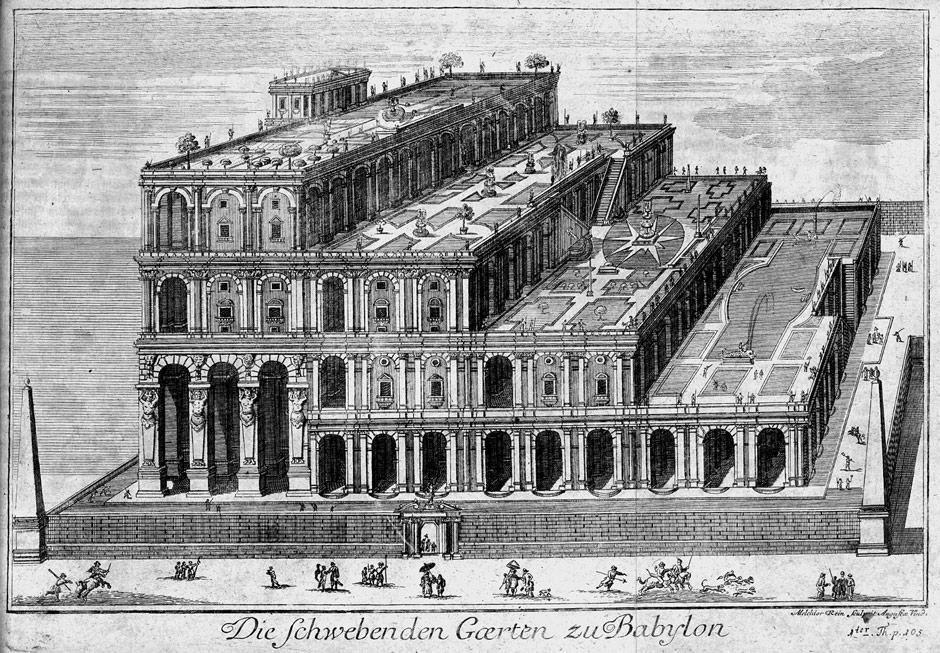
Die Hängenden Gärten der Semiramis in Babylon; eines der sieben Weltwunder der klassischen Antike: stufenförmig angelegte große Garten- bzw. Parkterrassen

Eine Terrasse (von lateinisch terra ‚Erde‘, ‚Erdboden‘) ist eine offene größere Fläche (Plattform) an einem Haus, die für den Aufenthalt im Freien vorgesehen ist. Terrassen liegen dem ursprünglichen Wortsinn nach auf der Erdgeschossebene eines Gebäudes. Verfügt die Terrasse über eine Überdachung, kann sie auch als Veranda bezeichnet werden.
Als Terrassen werden auch stufenförmige mehrgeschossige Flächen bezeichnet, die alleine stehen oder als Gärten oder Vorbauten von zum Beispiel Schlössern dienen.

## Konstruktion
Der Unterbau (die Substruktion) von Terrassen erfordert steinerne Stützmauern oder eine Konstruktion aus Beton oder Holz. Der Belag besteht oft aus Holz, Beton- oder Natursteinplatten, kann aber auch aus anderen Materialien bestehen. Eine Veranda ist eine überdachte Terrasse.
Im übertragenen Sinn werden heute auch Plattformen auf dem Dach (Dachterrassen) oder auf der Ebene eines Obergeschosses als Terrassen bezeichnet; die architekturgeschichtlich korrekte Bezeichnung für letztere ist Söller oder Altan.
Auf Bergen oder geeigneten Geländestufen mit guter Fernsicht werden oft spezielle, ebenerdige Aussichtsterrassen angelegt. Als solche werden auch große Plattformen auf Aussichtswarten bezeichnet.

## Nutzung
Die Terrasse ist ein Freisitz. Als architektonisches Element schafft sie oft einen Übergang zwischen dem Inneren eines Gebäudes und dem angrenzenden Garten. Die angrenzenden Räume sind in der Regel mit großen Türen und Fenstern zur Terrasse hin geöffnet. Die Plattform selbst kann als geschützter Außenbereich gestaltet sein, indem sie teilweise oder ganz überdacht oder von einer Markise oder einer Pergola beschattet wird.
Der Garten kann sich unmittelbar an die Terrasse anschließen oder sich auf einer tieferen Ebene (bzw. höhergelegenen Ebene bei Hanglage) befinden und über Treppen oder Rampen mit der Plattform verbunden sein. Die Fläche einer Geländeterrasse kann auch selbst zur Anlage eines Gartens genutzt werden.
Auf der Sonnenseite von Berghütten sind oft hölzerne Terrassen für den gastronomischen Betrieb und zum Sonnenbaden angebaut.

## Terrassenhaus (Stufenhaus)

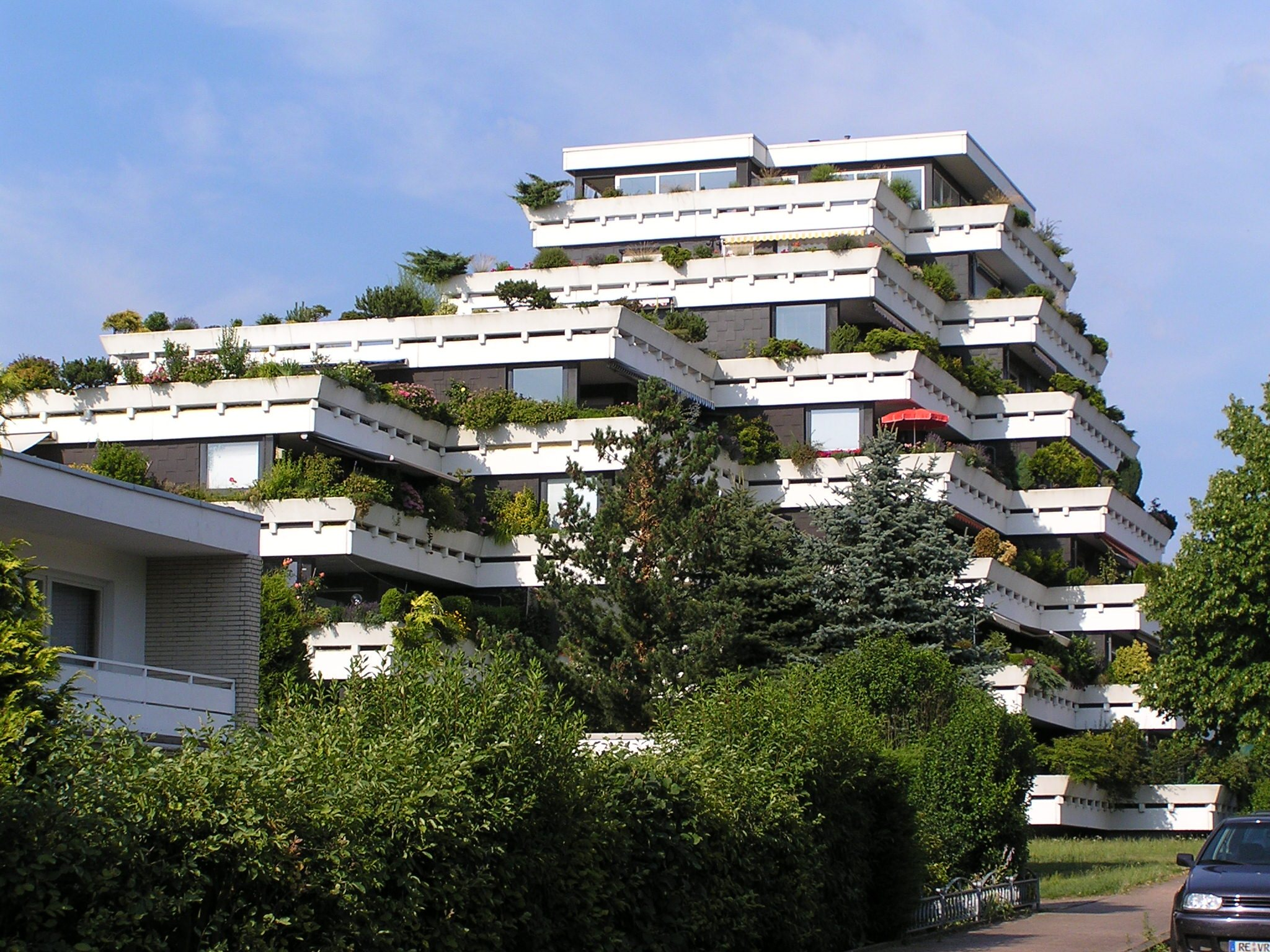
Terrassenhaus in Schermbeck

In der Frühgeschichte, so zum Beispiel in Ägypten und Mesopotamien, wurden ganze Paläste auf Terrassen gebaut, um den unebenen Grund auszugleichen, beispielsweise in Persepolis. Das bekannteste Terrassenhaus waren die Hängenden Gärten der Semiramis. In der modernen Architektur des 20. Jahrhunderts wurde die Idee des Terrassenhauses wieder aufgegriffen, vor allem um in den Hanglagen der Mittelgebirge eingeschossige Wohnungen abgestuft übereinanderzulegen.
Ein modernes freistehendes Terrassenhaus in Deutschland war das ARAG-Terrassenhaus (1966–1992) in Düsseldorf.

## Geschichte
Im alten Ägypten wurden Paläste auf Terrassen erbaut, um die Unebenheiten auszugleichen, man nannte sie somit Terrassenhäuser. Auch in den Hochkulturen von Indonesien und Kambodscha wurde dies so praktiziert, historische Ausgrabungsstätte zeigen dies heute noch.
In der römischen Antike wurden Terrassen auch für Privathäuser (beispielsweise Villen) angelegt. Später kommen sie auch bei normannischen und staufischen Bauten vor. Im späten Mittelalter baute man auf den Arkadenhöfen der Stadtpaläste Dachterrassen, die seit dem Barock mit Balustraden gesäumt sind.
In der islamischen Architektur bilden sie den oberen Abschluss von Gebäuden, vorzufinden bei Moscheen oder Profanbauten. Eine solche Terrasse von großen Ausmaßen ist die Esplanade des Tempelberges in Jerusalem, auf der sich Felsendom und Al-Aqsa-Moschee erheben.
In Kambodscha findet man vor allem zur Zeit der Angkor-Könige Terrassen, die als Aussichtsplätze in unmittelbarer Nähe zu Palästen fungierten. Hier wurden Soldaten nach der Schlacht empfangen. Beispiel ist hier die Terrasse der Elefanten.

## Rechtliches in Deutschland
Die Fläche der Terrasse/Dachterrasse wird gemäß Wohnflächenverordnung (WoFlV) vom 1. Januar 2004 nicht für die Errechnung der Heizkosten herangezogen, kann jedoch für die Ermittlung der Miete nach qualitativer Bewertung ihrer Nutzungsmöglichkeiten mit in der Regel einem Viertel bis zur Hälfte ihrer tatsächlichen Fläche in die Berechnung der Wohnfläche mit eingehen. Überdachte Terrassen (Terrassenüberdachungen) sind in Deutschland oft genehmigungspflichtig. Die Regelungen sind dabei Sache der Bundesländer. Die Grundlage dafür ist die Musterbauordnung der Bauministerkonferenz, die im Jahr 2012 zuletzt überarbeitet wurde. Die einzelnen Bundesländer haben hier jeweils unterschiedliche Regelungen, die üblicherweise eine Art räumlichen Freibetrag vorsehen. Dieser besagt, bis zu welcher Größe eine Terrassenüberdachung gebaut werden darf, ohne dass eine Baugenehmigung benötigt wird. Die Regelungen werden in den einzelnen Bundesländern regelmäßig überarbeitet.